# Кашинали Буда (Алесандрија)
Кашинали Буда је насеље у Италији у округу Алесандрија, региону Пијемонт.
Према процени из 2011. у насељу је живело 60 становника. Насеље се налази на надморској висини од 103 м.